# 爆れつハンター
『爆れつハンター』（ばくれつハンター）は、あかほりさとる原作・臣士れい作画による日本の漫画、およびそこから派生した小説・ラジオドラマ・アニメ・ゲーム作品。各メディアとも同じ舞台・設定から始まり、一部に連動も見られるが、展開やラストに大きな違いがある。
本作は法族（ソーサラー）と呼ばれる魔法使いが支配するファミル帝国を舞台に、ソーサラーの圧政から庶民（パーソナー）たちを守るため、キャロことキャロット・グラッセたち法族狩り（ソーサラーハンター）が活躍する物語である。
タイトルが「爆れつ」と平仮名混じりなのは、あかほりさとる曰く「どうしても『裂』の字が思い出せなかったので、平仮名でとりあえず書いておいたら、そのまま正式タイトルになってしまった」とのこと。

## 登場人物
メインキャラクター＝破壊神および四柱神で、ビッグ・マム配下のソーサラーハンター5人組。

### 主要人物
キャロット・グラッセ
声 - 古本新之輔
年齢：17歳／身長：172cm／体重：61kg
主人公である17歳の少年で、愛称のキャロで呼ばれている。女好きなお調子者。黒髪のツンツンヘアーで、タンクトップにダブダブのズボン姿。腕っ節は弱く、常に腰に長刀を帯刀しているが、作中で使用して戦っているシーンはない。
吸魔（アランジュ）と獣人化（ゾアントロピー）の能力の持ち主。前者で悪意の込もった攻撃魔法を吸収し、体内の獣人化因子が活性化することで巨大な怪物の姿へと変身する、魔法攻撃のみのソーサラー相手に限れば最強の存在である。ただし、獣人化後はキャロとしての意識がなくなるので暴れ、疲れて気絶するまでは人間にも戻れないため、主にティラに鞭打たれることになる。獣人化能力は、混合魔獣でもある破壊神の生まれ変わりとしての側面。変身するのは、専ら背に小さな羽を生やした巨大な黒いミノタウロス姿だが、受ける魔法によっては水流攻撃で巨大な蛇になったり、ドラゴンや炎の獅子にもなる。
漫画版最終回では、ティラと結婚。続編である『ちょっとだけ〜』では中年太りした姿で登場し、色気よりも食い気に走っている。しかし獣人化の代わりに神としての破壊神の姿になるようになり、その際は人間の女性に手を出そうとしていた。
TVアニメ版では吸魔能力については省略されており、獣人化は羽のない黒いミノタウロス姿のみになっている。また、腕力は無いが機転が利く頼もしい性格で誠実な優しさを持った人間になっている。
ティラ・ミス
声 - 林原めぐみ
シリーズを通してのメインヒロインである16歳の少女で、 西王母―アプロスの生まれ変わりである。普段は大きな丸メガネと真っ赤なコート、赤い瞳にピンクのウェーブヘアを後ろで一纏めにした、のんびりした言動の少女。しかし一度“メガネに繋がる髪留めを外す”とそのコートを脱ぎ捨て、ボンデージ衣装の女王様に一変する。幼い頃に養父―ザッハ（後述）により姉―ショコラ共々殺され掛けたが、キャロ達の父―オニオン（ソーサラーハンター本部の項目参照）に救出されホーディックに引き取られ、キャロ達兄弟と育つ。
戦闘スタイルは、鞭と紡ぎ糸をワイヤーのように使って締め付ける・切り刻むといったもの。キャロ達兄弟とのチーム行動が多いため、獣人化後もさらに暴走するキャロを鞭で痛めつけ、気絶させて元に戻すブレーキ役。本人は無自覚ながら、アプリコット（ソーサラーハンター本部の項目参照）より精霊魔法（ガイアス）を授けられている
なかなかキャロへの想いに素直になれなかったが、最終回で見事に結ばれた。続編である『ちょっとだけ〜』の段階ではまだ子宝に恵まれてはいない。破壊神化したキャロを沈める方法が性欲を満たすことだが、女王化した彼女は破壊神化したキャロの奴隷を称してあてられているため、うまくいっているようである。
TVアニメ版では、戦闘前に脱いだ赤いヒールに代わり白のヒールを着用し、ボンデージ衣装が黒からオレンジと白のレオタード姿へコスチューム変更されている。またショコラと違い、ザッハによる虐殺部分の詳細はカットされているものの、経歴に特に変更は加えられていない。
ショコラ・ミス
声 - 水谷優子
ティラの姉である18歳の少女で、聖鬼―クーリンの魂を宿している。活発で大胆、服装も常に露出度が高いが、戦闘時はさらに軍帽・革手袋・ズボン・ブーツに、上半身はサスペンダーで乳首を辛うじて隠しているだけという、ティラを上回る過激なもの（恐らくイタリア映画「愛の嵐」のヒロインのダンスシーンに因むもの）。祖父の形見だったとキャロに贈られた軍帽の着用後は、表情豊かな普段とは一変、冷酷で無表情と化し、理性がない筈の獣人化キャロも、怯えた程であった。ティラと共にオニオンにより引き取られた折、心を閉ざしていたショコラをキャロが救って以来、キャロを「ダーリン」と呼び、一途に好いている一方、過激なアプローチと変身後の恐ろしさから、キャロには常に躱されている。本来はキャロ達のチームだが、任務次第では単独行動もあり、その先で助けたガトーをソーサラーハンターに加えたため、序盤にキャロ達と合流するまでは、ガトーと二人チームの別行動であった。ザッハに突然兄弟達（血の繋がりはないが、同様に引き取られていた孤児）が殺害されたことから、復讐を誓って長年探し求めている。
戦闘スタイルは、電気抵抗ゼロの特殊な針金での、締め付け・切断・貫通攻撃。ティラの紡ぎ糸との併せ技・瀑布などもある。
最終回では「キャロの愛人の座を狙っている」と公言しているが、続編の『ちょっとだけ〜』ではキャロとの間にシュー（男の子でキャロ似）とクリム（女の子でショコラ似）をもうけており、ティラへの目眩ましと思われる。子供たちのためにもソーサラーハンターを続ける一方、スナック・ショコラを経営している。
TVアニメ版では、上半身に赤い極短のベストや腕輪などが追加された戦闘コスチュームになっている。またザッハによる虐殺部分の詳細がカットされているため、ザッハの元での生活後にキャロ達兄弟とホーディックで育つ流れに変更はないが、ザッハへの復讐心は抱いていない。従ってガトーとの別行動もなくなり、キャロ達とずっと同じチームとされている模様。
マロン・グラッセ
声 - 真殿光昭
キャロの弟である16歳の少年で、顔立ちは母親に似ている。知識や戦闘能力が高く思慮深い。キャロに対して普段はドライだが、実際は幼馴染みのティラやショコラも呆れるほどのブラコンで、キャロを傷付けた相手には容赦がない。
戦闘スタイルは札を用いた東方魔術（イースタン・マジック）。また、転輪王―ヤクシャの生まれ変わりである関係から、その自覚後は剣術も扱うようになった。
漫画版のギャグ回やOVAなどでは、行き過ぎたキャロへの愛情からややストーカー気味。またドラマCDでは、あかほり作品の「美形キャラはセリフが少ない」という掟により、極端にセリフが少ない。
ガトー・モカ
声 - 梁田清之
北天―カールマンの生まれ変わりである18歳の青年。格闘家の家柄の出身で、本人も格闘技に長けているほか、代々の攻撃魔法に対しての高い防御力も受け継いでいる。体を鍛えて人に見せる癖があり、また美しいもの（筋肉以外も含む）に目がなくマロンにも一方的に“美しい者同士”の友情を抱いているが、歓迎されていない。十代でザッハに両親を殺された折、誘拐された妹のエクレアを探すため、一足遅れで助けに駆け付けたショコラの誘いでソーサラーハンターに加わる。初登場までは、ショコラと二人チームで別任務に赴いていた。
TVアニメ版ではギャグ設定がほぼカットされ、シリアス一辺倒なキャラクターになっている。またザッハとショコラの因縁がカットされているため、第一話時点では既にキャロ達と5人チームだが、それ以前に別チームを組んだのはショコラではなくオペラ（その他の人物の項目参照）に変更。オペラ殉職をキッカケにこの事件を一気に解決したガトーは、ハンター内で一時勇名を馳せたとされている。

### ソーサラーハンター本部（ステラ教会）
スプゥールナ大陸ファミル帝国の帝都―ファザードに本部を構える国教。大陸全土に散らばるステラ教会から寄せられるソーサラーの横暴を元に、罪なきパーソナーを救うため、秘密裏にソーサラーハンターを派遣する組織。また、その危険さから使用を禁止している魔法―禁呪を買い取り、封印も行っている。
セイント／ビッグ・マム（カヌレ・ステラ）
声 - 島本須美
表向きは慈悲深きステラ教会の教祖―セイント・マムだが、裏の顔はソーサラーハンターの総元締め―ビッグ・マムであり、本編での彼女は基本的に後者として登場する。左目の下に泣き黒子があり、常に聖母と見紛う優しい微笑みを湛える絶世の美女だが、キャロが調子に乗ってふざけ過ぎると、般若と見紛う恐ろしい形相で叱り付ける。
ファミル帝国皇帝の姉でありながら、数百年前には自らハズナイツ達を率い、破壊神復活を目論んだ魔族と戦った。本編最後では復活したアプリコットに地位を譲り、ハズナイツに見守られながら、帝国創世期の都―ステラ跡にて弟と深い眠りにつく。
モデルは『天空戦記シュラト』の調和神ヴィシュヌ（担当声優も同じ）。TVアニメ版では主に白いドレスで統一されているが、その他では青いドレスを纏っていることが多い。
ドーター
声 - 玉川紗己子
いつもおだんご頭に極ミニのチャイナドレスで現れ、ビッグ・マムの指令をキャロ達に伝えるエルフ耳の巨乳少女。絶滅したとされている有翼人の生き残りで飛行能力があるが、背に羽根が生えているのは自分だけと、疎外感を抱いている。
漫画版ではシリウス（ザッハ・トルテとその一味の項目参照）との間に子供をもうけており、スナック・ショコラのチーママとして活躍している。
TVアニメ版では、次回予告の全ナレーションを担当。また髪の色が書籍・OVA版では黒なのに対し、紫に変更されている。
ミルフィー・ユ
声 - 平田康之（TVアニメ版）/緒方恵美（OVA版）
ウェーブの掛かった髪をポニーテールにした美青年で、浅黒い肌のソーサラーハンター。オネエ言葉で能天気にキャロに迫ってはからかっているが、実はハズ・ナイツの一人。漫画版の過去の世界―ファミル帝国創世期には少年の姿が描かれているものの、ソーサラーハンター現役時のキャロ達の両親―アプリコットとオニオンともチームを組んでいた頃から、歳を取った描写がない。作中ではマムの指示で、キャロ達を影から見守っている。
普段の戦闘スタイルは、主に羽を使った東方魔術を思わせるものであるが、髪を解いて発揮するその実力は、強力な炎を操って上位アンデッド―不死王をも一蹴する。
モデルは『天空戦記シュラト』の迦楼羅王レイガ。TVアニメ版ではオネエ言葉キャラの設定がカットされたが、OVA版では復活。担当声優も、中性的な声質の緒方恵美に変更されている。
シナモン・コーチャ
長い髪にそばかすと丸メガネの、天然ボケ少女。異常なまでに間延びした喋りで、「マムから増援のハンターとして送られた」と説明するだけで一晩を費やした。しかしその言動とは逆に、実は瞬間移動を思わせる程の高速攻撃を繰り出して「その技、光よりも速く」と称される、ハズ・ナイツの一人。漫画版とTVアニメ版では、大きくビジュアルが異なる。
カルーア・ミルク
漫画版でのアプリコットが見た帝国創世期の世界でも、マムの護衛に当たっていた戦前からのハズ・ナイツ。視力を失っているのか、自らの意思かは不明だが、常に目を閉じている。シナモンと共にファザードへ向かった他、キャロの破壊神化を他のハズ・ナイツと共に抑えるなどで登場。
モデルは「天空戦記シュラト」の闥婆王クウヤ。
シフォン・ケーキ
ハズ・ナイツの一人。漫画版では試験管状の容器に入れた薬液で闘う。四魔王の一人―クール・ミントと打ち合える実力者。
オニオン・グラッセ
声 - 千葉繁
書籍・OVA版に登場。キャロとマロンの父親で、妻―アプリコットとはソーサラーハンター現役時からの仲。左頬に十字傷を持ち無精髭の、普段は子煩悩で能天気なナンパオヤジだがハズ・ナイツの一人で、プラチナエナジー取得前のザッハと渡り合った大斧（トマホーク）の使い手。基本的にはグラン・パと共に、霊峰ホーディックの守護に当たっている。似た者同士のキャロには、愛情に裏打ちされたものではあるが粗略な扱いで、対してアプリコットに生き写しのマロンには過度なまでの愛情表現を、人目も憚らず行っている。また、ザッハより救出し引き取ったショコラとティラにも、セクハラ交じりではあるがマロンと同様の愛情表現を示している。
アプリコット・グラッセ（旧姓：アンズ）
書籍・OVA版（回想のみ）に登場。キャロとマロンの母親で、夫―オニオンとはソーサラーハンター現役時からの仲。ショコラとティラの養い親にも当たる。聖女の如き慈愛に満ち溢れた、マロンと瓜二つの女性。小説版では現役ソーサラーハンター時のアプリコットが、タイムスリップしてしまったティラと共に魔物退治に当たった（6巻・黒衣の聖母）。
キャロの中の破壊神の魂を狙う四魔王に体を乗っ取られ掛けたため、完全に体を奪われる前にグラン・パに依頼し、四魔王ごと封印されていた。以降表向きは死亡扱いになっているが、終盤で再び暗躍を始めた残る四魔王3人により、自らのクローン体に魂を移され復活。記憶を消され、キャロと恋愛関係になるように仕組まれた。破壊神復活後は記憶が戻り、最終回では二代目セイント・マム（およびビッグ・マム）を継いだ。
ティラにも授けた精霊魔法(ガイアス)の優秀な使い手でありながら、仕置き時はバンダナを頭に巻いて髪を逆立てたアーミースタイルで、サバイバルナイフも駆使して戦う粗野な女戦士となる。
グラン・パ／カシュー・ナッツ
書籍・OVA版に登場。ソーサラーハンターの隠れ里の長であり、小柄な好々爺然とした魔族。元は四魔王の一角であったが、復興に励む人間達の強さに心を打たれ、戦後自らビッグ・マムの下に訪れて、人に寄り添って生きていくことを選んだ。ザッハにより破壊神が復活し掛けた時は、ハズ・ナイツと共にそれを抑え込んだ。

### ザッハ・トルテとその一味
ザッハ・トルテ
声 - 銀河万丈
魔法医師で、つてはハズ・ナイツの筆頭も務め、「神に最も近い男」と呼ばれた。私生活でもショコラとティラ達孤児を引き取っては兄弟として育てていたものの、やがて少数のソーサラーが多数のパーソナーを搾取する現状に怒り、破壊神によって世界を破壊して平等な世界を再生しようと、大陸統一前から仕えたマムのやり方に意を唱えて離反した。破壊神の転生体を求めて、またあらゆる方策で自身を強化しながら各地を渡り歩くようになる。
書籍では破壊神ではなかったとして、オニオンの横槍もありショコラとティラは逃がしたものの、その兄弟たちを虐殺。更にガトーの両親を殺害してエクレアを誘拐する。主にキャロットの中の破壊神の復活と世界の破壊を目論む敵として登場しており、この時にはプラチナストーンによる大陸規模の結界の効果でキャロットにも吸収できない「純魔法力（プラチナエナジー）」を得て自身を強化していた。物語終盤には四魔王により、“本人に似せた傀儡の体に魂を宿す”という手法で、破壊神復活のための守護者として蘇生させられる。しかし四魔王といえどザッハを支配し切れず、返り討ちにされてしまった。
モデルは『天空戦記シュラト』の雷帝インドラ。
エクレア・モカ
声 - 柊美冬
ガトーの生き別れの妹で、書籍・OVA版に登場する。ガトーの一族が襲撃された際に拉致され、復讐心から追い掛けたザッハの志に共感し、いつしか愛するようになる。そのため、迷いなくザッハに仕えたいと一族の記憶を消して貰い、忠実な側近としてザッハの守護五妖・筆頭格を務める。後にガトーとの闘いで記憶を取り戻し、ソーサラーハンターの下で保護されてからは、兄の指導でモカ家伝統のマッチョ・ポーズやその肉体美を誇示するようになる。
モデルは「天空戦記シュラト」の那羅王レンゲと、「ストリートファイター」シリーズのキャミィ。
シリウス
声 - 結城比呂
「風のシリウス」の二つ名を持つ、守護五妖。初対決時は、絶滅した有翼人種としての能力を生かし、風を操って空中から衝撃波「ソニックウィング」で一方的な攻撃を仕掛け、キャロ達を追い込んだ。しかし同族であるドーターの姿を一行に見付け動揺し、攻撃をやめて引き上げる。直後にお忍びでドーターの元を訪れた際は、キャロ達に見付かり掛けたことで、そのまま誘拐。一族再興のためとドーターに迫ったがその強引さ（人付き合い、特に異性に対する配慮や恋愛などに不馴れだった）で拒絶されてしまった。ドーターが説得を試みるも、ザッハへの恩義から拒絶。迎えた再戦では、シリウス対策を充分に練ったキャロ達に苦戦。途中、シリウスに反してドーターを人質にした従者から守ったことで、ドーターもキャロ達からシリウスを庇ったため、自ら投降。結果としてプラチナストーンを差し出してザッハを裏切ったことから、暫く姿を隠すことになるが、別れ際にドーターから将来を約束され、終盤のギャグパートやOVAでは恋人と紹介されるようになる。
アルタイル
守護五妖の一人。巨大な芋虫の身体に、人間の上半身が生えたような姿をしている。自らの体を「館」に擬態してキャロ達をおびき寄せ、ホラー映画さながらの罠でキャロ達を全滅にまで追い込んだ。後を追って来たミルフィー・ユも、体内のキャロ達を人質に取られて身動き出来なかったが、ティラの精霊術でケヤキにより全身を貫かれる。
ベガ
「氷のベガ」の二つ名を持つ、守護五妖。冷気を操り、フェンリルを思わせる冷気の狼を出す「ウィンターウルフ」でキャロ一行を引き離し各個撃破に乗り出すが、ショコラの機転による一撃で倒された。
牙牽牛
東方を守護する、守護五妖。剣の道を究める志半ばに倒れた武士が、リビングアーマーとしてザッハによって蘇らされたもの。守護五妖としては勿論、己の剣技の完成を賭けた武士として、転輪王の転生体でその剣技を継ぐマロンに一騎討ちを挑む。が、剣の強度から剣質が変えられていたのを見誤り、転輪王の剣を戦闘中に手に入れて本来の剛の剣質を取り戻したマロンに、一刀両断にされた。
小説版とリンクした登場人物で、根来幻雲以下の根来衆を配下としている。

### フィッシュ一族とその関連人物
サカナヤ山脈に広大な屋敷を構え、帝国でも三指に入る公爵家。皇帝に次ぐ強力な、独自の魔法を持つ。小説外伝・ラジオドラマCD版での、キャロ達の敵役。
エンゼル・フィッシュ
声 - 高山みなみ
フィッシュ家の次男。言葉少なで無愛想な孤高の美青年で、在学中の服飾デザイン専門学校でも浮きがち。父のフィッシュ公爵とはその第3夫人であった亡母アフロディーテを巡って仲違いしており、絶縁状態。ひょんなことから出会ったティラに恋し、キャロを意識しつつも熱烈にアタックするようになる。
フィレオ・フィッシュ
声 - 飯塚昭三
フィッシュ公爵家の現当主で、大の制服マニアのコレクター。ゼリー、オータム、エンゼル、ソードの父親で、エンゼル以外の3人が繰り広げる跡継ぎ争いに、手を焼いている。3人の夫人を迎えたものの、アフロディーテに先立たれた以外、他の妻達については描かれていない。
ゼリー・フィッシュ
声 - 子安武人
フィッシュ公爵家の長男で、ナルシストでもある。父の世界征服を叶えて後継者の指名を受けようと、兄妹で三つ巴の争いをしているが、そのマヌケさでいつもキャロ達爆れつファイヤーに阻まれている。公爵の第1夫人を母に持ち、腹違いの妹オータムには対抗意識を剥き出しにしている。
オータム・フィッシュ
声 - 佐久間レイ
フィッシュ公爵家の長女。父の世界征服を叶えて後継者の指名を受けようと、兄妹で三つ巴の争いをしているが、いつもキャロ達爆れつファイヤーに阻まれている。露出度の高い服装と厚化粧が特徴で“オバサン”呼ばわりには過剰に反応する。同じ公爵の第2夫人を母に持つ妹ソードとは比較的仲が良いが、腹違いの兄ゼリーには対抗意識を剥き出しにしている。
ソード・フィッシュ
声 - こおろぎさとみ
フィッシュ公爵家の末娘で、オータムと同じく、公爵の第2夫人を母に持つ。父の世界征服を叶えて後継者の指名を受けるための兄妹三つ巴の争いに、一応名乗りを挙げてはいるものの、何を争っているのかを理解していない。その子供らしい無邪気さで兄姉達の誰にも愛されているが、アフロディーテに可愛がられていたこともあり、エンゼルを特に慕っている。
プリンプリン
魔法香水使いのソーサラーで、ゼリーの指示で帝都を混乱させようとした。そ胸の谷間に香水を仕込んでおり、両方の乳房をり合わせると、水がフェロモンとして撒き散らされ、それを吸い込んだ周辺の男達を意のままに操れる。美形男性が大好き。
フォークダンサー5
ソードの友人である、マイム、オクラホマ、コロブチカ、ジェンカ、イエローリボンの5人組少年・少女。友達のソードに協力し、街中の人々を強制的にフォークダンスに巻き込んで、帝都を混乱に陥れた。オータムをからかうのが好き。
タイフーン
フィッシュ一族最強の台風魔術師。太めの体に顔を覆う髭、角状に立った髪と風神を思わせる風体で、布袋からの風で攻撃してくる。ござる口調の、律儀な人物。

### その他の人物
ポテー・チップス
声 - 伊倉一恵
漫画版・OVA版に登場。ソーサラーの章ねんだが、魔法が下手で女好き。やや赤ちゃん言葉。
じい
声 - 立木文彦
漫画版・OVA版に登場。チップス家の執事。神出鬼没・変幻自在で、ポテーの行く所には常に付き従う。
サラダ・チップス
声 - 豊島まさみ
漫画版・OVA版に登場。ポテー伯爵の母親。35歳だが、顔もスタイルもロリで天然ボケ。
マリス・エデン
声 - 岡村明美
漫画版・OVA版に登場。街ごと襲撃を受け、生きたままゾンビにされた少女。ゾンビ化の際に感情を失くしている。偶然デスマスターの支配から解かれ、ステラ教会へ助けを求めた。
漫画版ではゾンビにされただけで感情は健在で、見た目にはそうと分からない。
デスマスター
声 - 大木民夫
漫画版・OVA版に登場。マリスの住む街の住民をゾンビ化させた、死霊使い。禁断の魔導書ネクロノミコンを手に入れ、生きた人間さえゾンビ軍団に変えられるという死霊王になろうと目論んでいる。
レグナー子爵
声 - 飛田展男
漫画版・TVアニメ版（第1話）に登場。コランダの村で禁呪の地底竜ガムルを育てるため、パーソナーの若い女性達を犠牲にしていた。ショコラたちに追い詰められ、最期は自らがガムルの餌食となった。
ライラ
声 - 坂本千夏
髪を二つ分けにした、そばかす顔でオーバーオールの少女。両親をとうに亡くし、姉のローラとコランダの村で暮らしていたが、若い女性の連続行方不明事件に、ローラも巻き込まれてしまう。長老の命で、ティラ達一行の世話をすることになる。
アモーレ夫人
声 - 高島雅羅
TVアニメ版（第2話）のオリジナルキャラクター。アモーレヤシにて禁呪―メタセニアで、自らの理想通りの男を作ろうとしていた。
バルバラ・オイブラード
声 - 松井菜桜子
漫画版・TVアニメ版（第3話）に登場。普段は老執事(声 丸山詠二)を従えたふんわりとした伯爵令嬢。その実態は石化魔法で美少年をコレクションし、キャロのようなしぶとい男は痛めつけて楽しむ加虐嗜好の持ち主である。漫画版ではティラの手で自らが仕掛けた罠に嵌ったが、TVアニメ版では獣人化したキャロに踏み潰された。
ボンバー
声 - 平松晶子
漫画版・TVアニメ版（第4話）に登場。十年に一度の祭りのハイライトである花火コンテストに、キャロと待ち合わせを約束した花火師の少女。TVアニメ版では日中にアックス（声 岡野浩介）と喧嘩別れしており、漫画版とはビジュアルが違う。
レーク
声 - 菅谷政子/少女時 -  佐久間レイ
TVアニメ版（第5話）のオリジナルキャラクター。とある湖畔に独り佇んでいた、ミステリアスな少女。たった一日の内に、少しずつ成長した姿でキャロの前に現れるようになる。
リン
声 - 玉川砂記子
漫画版・TVアニメ版（第6話）に登場。おかっぱ頭にヘアバンドをした、コウの妹。幼さの残る顔立ちとは対照的に、自身に頼りっきりのコウを支えるしっかり者。禁呪を得たあまりに暴走するコウのためを思って距離を置こうと、土地の有力ソーサラーの元でメイドをしながら庇護を受けている。TVアニメ版では力を求めて旅立ったコウが禁呪を手に久々に帰還し、リンに近付く者に力を揮ったことからキャロ達の庇護下に入るなど、展開やラストが変わっている。
コウ
声 - 草尾毅
漫画版・TVアニメ版（第6話）に登場。リンの兄で、元は草笛の得意な優しい長髪の青年。その気弱さからすっかり殻に篭ってしまっており、自身を心配するリンに縋り切っている。ある鉱山で禁呪―クリスタルを手に入れたものの、力に酔い痴れ、リンに近付く者全てに力を揮うようになるが、漫画版とTVアニメ版で展開やラストが変わっている。
ダニエル・リバートップ
声 - 菊池英博
TVアニメ版（第7話）のオリジナルキャラクター。聖なる光の河―マジックリバーの河上で、古代より霊石流しの儀式を執り行って来たリバートップ家の跡継ぎ。マリンサイド家の巫女の宿命から独り身を義務付けられているメリーナ（声 玉川紗己子）への想いを、ただ長年草舟に託して流し続けて来た。が、キャロの言葉に感銘を受け、遂に長老(声 永井一郎)の制止を振り切り、河下を目指す。
ラノイア伯爵
声 - 大林隆之介
TVアニメ版（第8話）のオリジナルキャラクター。居城裏手のゴーストタウンにパーソナーを誘い出し、子供に変えて、ゴーストタウンに連動するマジック・ジオラマを使っていたぶっていた。
クロウ・ワッサン卿
声 - 鈴置洋孝
TVアニメ版（第9話）のオリジナルキャラクター。クレセント・シティで月光を源とする魔力をパーソナー達のために役立てており、とても慕われている。以前愛する歌姫―アンを敵対していたベーグルに誘拐され、共に救出に赴いたオペラを死なせてしまった過去がある。
アン・ペストリ
声 - 冬馬由美
TVアニメ版（第9話）のオリジナルキャラクター。美貌の歌姫。クロウ・ワッサン卿の想い人であったために、かつてベーグルに誘拐されて猫にされたが、オペラ達に救出された経緯がある。
オペラ
声 - 柊美冬
TVアニメ版（第9話）のオリジナルキャラクター。ショートカットに赤いコスチュームのソーサラーハンターで、ガトーの相棒。クロウ・ワッサン卿と共に誘拐されたアンの救出に赴いたが、「扉を開けて」という謎の言葉を最後に殉職している。ガトーがこの一件をたちどころに解決したことは、ハンター内での有名な武勇伝となっている。
ルリコ
声 - 小林優子
漫画版・TVアニメ版（第10話）に登場。自由都市―バクチーンのカジノ―ドーツボで、ベガス（声 中尾隆聖）に恋人を盾に働かされている女ディーラー。
TVアニメ版でもベガスに不本意ながら従っているのは同じであるものの、それ以外の設定がカットされている。
ユッケ/クッパ・ナムル
声 - 飛田展男/少年時 - 池田優こ
TVアニメ版（第11話）のオリジナルキャラクター。禁呪―マインド・セパレーション（心を肉体から分離する魔法）とマインド・ハーモナイツ（心を元とは別の肉体に融合する魔法）使用形跡の報せを受けてトムヤム市チゲ村へ封印にやって来たキャロ達が出会った、双子の兄弟。幼くして両親を亡くし、寂れた広大な屋敷に、病弱な兄―ユッケと酷薄な弟―クッパにメイド―サンチュ（声 笠原弘子）の3人で暮らしている。
ブレッド
声 - 品川透
TVアニメ版（第12話）のオリジナルキャラクター。大竜神―クロノドラゴンの封印地上に築かれたザウル村で、孫娘―バター（声 豊島まさみ）と2人で暮らす老人。元は山四つ越えた故郷の村の出で、少年の折りに別のクロノドラゴンをザッハが討つのに立ち会った。
レーヌ
声 - 井上喜久子
TVアニメ版（第14話）のオリジナルキャラクター。長い髪を二つ分けにし、金鉱の町で働く独り身の少女。仕事を掛け持ちするほどの貧しさでも朗らかさを忘れない健気な性格だが、その人の良さから、周囲に体良く使われてしまうこともままある。雇い主の娘―ボーロ（声 大谷育江）に慕われている。
ロンド
声 - 緒方賢一
TVアニメ版（第14話）のオリジナルキャラクター。金鉱の町を牛耳るソーサラーで、典型的ながめつい守銭奴。秘書（声 大森章督）に金鉱の儲けを横取りされているとは知らず、モンスターの仕業との噂を真に受けて、ステラ教会に退治を依頼した。
イイワ
声 - 島津冴子
TVアニメ版（第16話）のオリジナルキャラクター。ショートカットにメガネと白衣を身に着けた男言葉の、崖の上の病院の女医。近隣の村人からは、何故か恐れられている。
アラマア
声 - 冨永みーな
TVアニメ版（第16話）のオリジナルキャラクター。ミニスカートのナース服を着た、イイワの病院の看護師。どこか間が抜けており、先端恐怖症。
魔法要塞
声 - 田中真弓
TVアニメ版（第17話）のオリジナルキャラクター。魔力を原動力に動く攻撃要塞で、戦乱の最中に生み出された最大級の禁呪。マムを慕う少年がその命を持って封じていたのを、ザッハが復活させる。核が同化した少年の残留思念によってマムを求めて彷徨うが、その兵器としての性質からステラ教会を次々に破壊してしまう。
タルトレット伯爵
声 - 玄田哲章
TVアニメ版のオリジナルキャラクター。長い後ろ髪を一纏めにしたソーサラー。かつて数々の禁呪を発明していた魔法技師（マジック・エンジニア）達の1人で、大陸統一後に金の首輪状の封印具で魔力を封じられていた。キャロ達の中の破壊神を見極めようとしたザッハと取引し、その封印を解かれる。
ジュリアン・モネ
声 - 森川智之
TVアニメ版（第19話）のオリジナルキャラクター。尖った耳をした、放浪の天才画家。鋭い観察眼から本質を描き、時に予言めくその絵は評価が高く、高値で取り引きされている。その繊細でミステリアスな雰囲気に、ティラとショコラは一目惚れしてしまう。
TVアニメ版ではソーサラーハンター以外で唯一の、ソーサラーの紋章を持たないながら魔法を使う人物。
ワッキー・ヘル伯爵
声 - 増岡弘
TVアニメ版（第19話）のオリジナルキャラクター。ワイマール市のパーソナーに重税を課し、私腹を肥やしていた典型的な悪徳ソーサラー。ジュリアン・モネ来訪の噂を聞き付け、その捕獲を配下（声 西村智博）に命じる。
ネクスト・デイ
声 - 伊倉一恵
TVアニメ版（第20話）のオリジナルキャラクター。キャロによく似た少年。長く不在の父と、面影の似たキャロを間違えた縁で一行を泊め、懐いてしまう。
イエスタ・デイ
声 - 鶴ひろみ
TVアニメ版（第20話）のオリジナルキャラクター。何処か物悲し気なウェーブヘアの、ネクストの母親。実は夫を3年前にスコヤ汗により亡くしているが、ネクストには未だ打ち明けられずにいる。
スコヤ汗
声 - 龍田直樹
TVアニメ版（第20話）のオリジナルキャラクター。健康の神を自称し、健康第一をアピールする巨大な黄金像を建て、それを回転させるためにパーソナーの男性を強制的に徴集しては酷使していた。
マーゴ
声 - かないみか
ピンク色の髪をショートボブにしたコギャル系の少女。ソーサラーとはいえまだ子供で、親の不在時にカジューアルの街のパーソナーを苦しめる、というよりワガママで困らせていた。そのため、ソーサラーハンターのソノイッチ（声 伊藤寿克）とソノニー（声 有馬克明）が仕置きに派遣されてしまっていた。

## 用語
法族（ソーサラー）
額に逆三角形紋様（コントラリー・トライアングル）の紋章を持つ、ごく一部の魔法使い。ファミル帝国では、彼らソーサラーは特権階級として認められ、パーソナーへの支配権などある程度の権力が与えられている。が、ほとんどがその力に溺れ、度を越した圧政をパーソナーに課したり、上を目指して禁呪に手を染めるなどの、非道なソーサラーが絶えない。その系統は、ほとんどが遺伝。
庶民／平民（パーソナー）
ファミル帝国の大多数の民で、魔力を持たない人々。ソーサラーによる弾圧が絶えず、その生活は過酷。
逆三角形紋様（コントラリー・トライアングル）
庶民と区別するため、法族の額に付けられる紋様。特別処理の施されたもので、生後魔力のある者にのみ与えられ、付けられると一生消えない。
ハズ・ナイツ
マムに次ぐ実力を持つ親衛騎士。大半がファミル帝国による大陸統一前の人材であることを考えると、数百年生きている者も居る。普段は一般市民として暮らしている模様。マムの登場時に常に両脇に控えているのは4名だが、最多で6名確認されており、うち1名は離反（ザッハ・トルテの項目参照）。
書籍版とTVアニメ版では、ミルフィー・ユ以外の常勤3名は全く別デザインのキャラクター。
霊峰・ホーディック
ソーサラーハンターを養成する隠れ里があり、ハンターの大多数はホーディック出身。グラン・パが長老を務める。キャロとマロンの故郷。
破壊神と四柱神（四柱天）
かつて世界を治めていた5人の神で、内1人が離反して破壊神となり、一度世界を滅亡させている。そのため、残る4人の神（四柱神／四柱天）である北天―カールマン、転輪王―ヤクシャ、西王母―アプロス、聖鬼―クーリンによって破壊神は倒されたものの、四柱神も命尽き、キャロ達に転生している。またキャロ達が寄り集まっているのは、破壊神が復活しないようにとの封印の意味もあるといわれている。

## 漫画
『爆れつハンター』（ソーサラーハンター 爆裂仕置人）
全13巻（1993年〜1998年、メディアワークス 電撃コミックス）
臣士れいによりメディアワークス『月刊電撃コミックガオ!』で連載。当初は『ソーサラーハンター 爆裂仕置人』のタイトルで、『月刊コミックコンプ』誌上で連載されていたが、角川メディアオフィス一斉退社・メディアワークス設立の流れ（角川書店項「メディアワークス問題」を参照のこと）の中で、タイトルを現在のものに変更し、『ガオ!』への移籍となった。
破壊神復活を狙うザッハとの長きに渡る戦いに加え、帝国による大陸統一前に暗躍した魔族との戦い、破壊神の復活を描く。小説版のキャラクターに、ホーディックのキャラクターも多数登場。
1. 1993年8月10日発売、ISBN 4-07-300179-5
2. 1994年1月27日発売、ISBN 4-07-300707-6
3. 1994年7月27日発売、ISBN 4-07-301730-6
4. 1995年2月23日発売、ISBN 4-07-302540-6
5. 1995年8月26日発売、ISBN 4-07-303315-8
6. 1995年12月16日発売、ISBN 4-07-304013-8
7. 1996年3月27日発売、ISBN 4-07-304415-X
8. 1996年7月27日発売、ISBN 4-07-304792-2
9. 1996年11月27日発売、ISBN 4-07-305372-8
10. 1997年5月27日発売、ISBN 4-07-305886-X
11. 1997年12月16日発売、ISBN 4-07-307684-1
12. 1998年6月27日発売、ISBN 4-07-309105-0
13. 1998年9月27日発売、ISBN 4-07-309909-4

『ちょっとだけ帰ってきた 爆れつハンター』（2004年5月発売、メディアワークス 電撃コミックス）
キャラクターの設定や衣装などが変更されているが、コミック版の続編。作画は前シリーズ同様、臣士れいが担当。2003年1月〜同年5月、『月刊電撃コミックガオ!』の別冊付録に掲載された。全1巻。
- 2004年5月27日発売、ISBN 4-8402-2715-2

## 小説
『ソーサラー狩り 爆れつハンター』 (1)-(6)（1993年 - 1996年、主婦の友社 電撃文庫）
キャロ・マロン・ティラの三人がソーサラーの仕置きに明け暮れるある日、ショコラとガトーが合流。東方での出来事など数々の事件を経て、マロンが転輪王として覚醒し、ザッハの暗躍により、キャロの中の破壊神が復活されようとしていた。またアプリコットと四魔王の因縁や、現役ソーサラーハンター時代のオニオン・アプリコット・ミルフィーも描かれている。未完のまま、事実上打ち切り。
- 各巻のサブタイトル
  1. 血封印（ブラッドシーリング）1993年8月10日発売、ISBN 4-07-300200-7
  2. 魔法大工（マジック・カーペンター）1994年2月10日発売、ISBN 4-07-300558-8
  3. 転輪王（キング・オブ・ヤシャ）＜前編＞ 1994年6月10日発売、ISBN 4-07-301546-X
  4. 転輪王（キング・オブ・ヤシャ）＜後編＞ 1995年3月10日発売、ISBN 4-07-302630-5
  5. 魔人形（デビル・ドール）1995年10月10日発売、ISBN 4-07-303670-X
  6. 黒衣の聖母（ブラック・マザー）1996年3月30日発売、ISBN 4-07-304390-0

『ソーサラー狩り 爆れつハンターSpecial』 (1)-(3)（1996年、主婦の友社 電撃文庫）
『電撃PCエンジン』『電撃G'sエンジン』で連載した、ティラとキャロ、さらに本作オリジナルキャラクターのエンゼル・フィッシュの三角関係で織り成すラブ・コメディタッチの外伝。この作品は、舞台を学園に変更してラジオで放送されたものが、ドラマCDとして販売された（爆れつハンターSP<学園編> 青春その(1)-(3)参照）。
世界征服を狙い、おマヌケな怪人で帝都を騒がすソーサラー「フィッシュ一族」と、キャロたち爆れつファイヤー5人組の戦いを描いている。一方、ティラは服飾デザイン専門学校の学生―エンゼルと出会う。真摯にティラを想うようになったエンゼルと、相変わらずなキャロとの間で、ティラの心は少しずつ揺れ始める。
1. 1996年1月27日発売、ISBN 4-07-304154-1
2. 1996年7月10日発売、ISBN 4-07-304786-8
3. 1996年8月10日発売、ISBN 4-07-305001-X

- 各章のサブタイトル
  1. 五人そろって爆れつファイヤー
  2. 梅雨前線いくじなし！
  3. 初夏の出逢いは唐突に！？
  4. 夏にティラは恋をする！？
  5. 完成！？ 恋の三角形？
  6. 恐怖のフォークダンス
  7. 愛の嵐の前ぶれ！？
  8. 雨の日のドアの前で
  9. さまよう想い
  10. 決戦のサカナヤ山脈
  11. エンゼルとキャロットと
  12. 追いかけっこは永遠に

## CD

### ドラマCD
『爆れつハンターWhip』 (I)-(V)
ラジオ文化放送系『あかほりさとる劇場 爆れつハンター』（1994年4月-10月）でオンエアされたラジオドラマ・ショートコントを収録。各巻にキャラクターヴォーカルによるデュエット曲や、メインキャストによるコメントコーナーなどが添付されている。
『爆れつハンターII ザ・マンスリー・コレクション』(1st)-(5th)season
ラジオ文化放送系でオンエアされたラジオドラマを収録。原作者・あかほりさとる本人も出演。1st 1月 - 3月、2nd 4月、3rd 5月 - 8月、4th 10月 - 11月、5th 12月に分け、それぞれの季節にちなんだエピソードを展開。
『爆れつハンターSP<学園編>』 青春その(1)-(3)
文化放送『まんがの森シアター あかほりさとるのわぁんちゃってSAY YOU!』中でオンエアされたラジオドラマを収録。大筋の展開は『ソーサラー狩り 爆れつハンターSpecial』の小説で書かれたストーリーを再現しているが、学園ドラマ要素を盛り込んだオリジナルエピソードになっている。
| 文化放送 金曜25:00-25:30枠                                                   | 文化放送 金曜25:00-25:30枠                                     | 文化放送 金曜25:00-25:30枠                                     |
| 前番組                                                                       | 番組名                                                         | 次番組                                                         |
| ---------------------------------------------------------------------------- | -------------------------------------------------------------- | -------------------------------------------------------------- |
| 大学受験ラジオ講座 ※24:30 - 25:30                                            | あかほりさとる劇場 爆れつハンター （1994年4月15日-10月7日）    | ロードス島戦記～風と炎の魔神～ （1994年10月14日-1995年4月7日） |
| 文化放送 土曜24:30 - 25:00                                                   |                                                                |                                                                |
| 大学受験生ナマワイド「Jランド」 （1994年4月9日-1995年4月1日） ※23:00 - 26:00 | ポリケロののわぁんちゃってSAY YOU! （1995年4月15日-2003年3月） | RADIOアニメロミックス （2003年4月5日 - 2015年9月26日）         |

### ヴォーカルアルバム
『爆れつハンターVC』
ドラマCDシリーズに収録されたヴォーカル曲を1枚にまとめたCD。
『スタまにシリーズ 爆れつハンター』（2005年11月2日発売、キングレコード）
ラジオ番組、ドラマCD、OVAの総集編ヴォーカル・アルバム。スターチャイルド25周年記念作。

### サウンドトラック
『爆れつハンターBGM集』(1)-(2)
テレビアニメ版のサウンドトラック・コレクション。
『元祖爆れつハンター金殿玉楼』
キャラクターヴォーカル曲を加えた、テレビシリーズとはひと味違ったOVA版のサントラ。

## テレビアニメ
『爆れつハンター』
放送期間は1995年10月3日から1996年3月26日。テレビ東京系列局で毎週火曜18時00分から18時30分に放送。全26話。
XEBECの初制作元請作品かつ電撃ブランド初のテレビアニメ化作品である。放送上の制約から女性キャラクターのコスチュームが原作より大幅に変更されていが、第26話（最終話）後半のみ、原作と同じコスチュームを着用している。
純魔法力を使って破壊神を復活せんとするザッハとの対決が、最終回となる。戦いの結末やキャロ達の生死がはっきりと描かれていないので、観る人により解釈が異なるラストシーンである。
1996年1月2日放送の第14話は、年始の正月番組の編成上の都合に伴い、8時00分から8時30分に放送された。その影響により視聴率0.1%という、視聴率の数字が記録されるうちでは最低の値を出した（0.1%未満の場合、視聴率は＊（米印）表記になり、具体的な数字は公表されない）。
映像ソフト化については、VHS版・LD版・DVD版がリリースされたが、現在は廃盤となっている。さらに、TVシリーズ全26話とOVA全3話を収録したBlu-rayBOXが発売された。

### スタッフ
- 原作 - あかほりさとる、臣士れい
- 監督 - 真下耕一
- 助監督 - はばらのぶよし
- シリーズ構成 - 川崎ヒロユキ
- キャラクターデザイン - 後藤圭二
- デザインワークス - 戦船
- 美術監督 - 小山俊久
- 色彩設計 - 小林美代子
- 撮影監督 - 杉山幸夫
- 編集 - 正木直幸
- 録音演出 - 斯波重治
- 音楽 - 川井憲次
- 音楽制作 - スターチャイルドレコード
- アニメーションプロデューサー - 佐藤徹
- プロデューサー - 小林教子、小水流正勝、下地志直
- アニメーション制作 - XEBEC
- 製作 - テレビ東京、創通映像

### 主題歌
オープニングテーマ「What's Up Guys?」
作詞 - 松葉美保 / 作曲 - 五島翔、矢吹俊郎 / 編曲 - 矢吹俊郎 / 歌 - 古本新之輔、林原めぐみ
この曲のイントロ箇所は、テレビ朝日のワイドショー『ワイド!スクランブル』内「夕刊キャッチアップ」のコーナーで2009年9月25日まで使用された。また、曲の最後の部分は、RKBのローカルニュース『RKBヘッドライン』で使用されている。
エンディングテーマ「MASK」
作詞・作曲 - 奥井雅美 / 編曲 - 大平勉、矢吹俊郎 / 歌 - 奥井雅美、松村香澄

### 各話リスト
| 話数   | 放送日         | サブタイトル                                   | 脚本           | コンテ         | 演出           | 作画監督         |
| ------ | -------------- | ---------------------------------------------- | -------------- | -------------- | -------------- | ---------------- |
| 第1話  | 1995年 10月3日 | 愛のなんぱ橋                                   | 川崎ヒロユキ   | 真下耕一       | 加戸誉夫       | 後藤圭二         |
| 第2話  | 10月10日       | 命召しませ紅花（あかきはな）                   | 川崎ヒロユキ   | 真下耕一       | 日下直義       | 新羽こういちろう |
| 第3話  | 10月17日       | 影と光の不文律                                 | 川崎ヒロユキ   | 真下耕一       | 羽原信義       | 高見明男         |
| 第4話  | 10月24日       | 愛の花火大会だ                                 | 川崎ヒロユキ   | 織田美浩       | 織田美浩       | 本橋秀之         |
| 第5話  | 10月31日       | 湖畔の夢少女                                   | 川崎ヒロユキ   | はばらのぶよし | 日下直義       | 佐藤和巳         |
| 第6話  | 11月7日        | 異端の愛は水晶（クリスタル）                   | あみやまさはる | 村山靖         | 村山靖         | 前田明寿         |
| 第7話  | 11月14日       | 愛、流れるまま                                 | 川崎ヒロユキ   | 真下耕一       | 日下直義       | 新羽こういちろう |
| 第8話  | 11月21日       | 禁じられた炎                                   | 川崎ヒロユキ   | 加戸誉夫       | 加戸誉夫       | 堀内修           |
| 第9話  | 11月28日       | 迷宮への歌劇場（オペラハウス）                 | 會川昇         | 杉島邦久       | 杉島邦久       | 平岡正幸         |
| 第10話 | 12月5日        | 恋すれど風来坊                                 | あみやまさはる | 土蛇我現       | 日下直義       | 佐藤和巳         |
| 第11話 | 12月12日       | 許されざる果実                                 | 北条千夏       | 加戸誉夫       | 加戸誉夫       | 後藤圭二         |
| 第12話 | 12月19日       | 化石の勇者                                     | 川崎ヒロユキ   | 土蛇我現       | 日下直義       | 新羽こういちろう |
| 第13話 | 12月26日       | 夢と現の間で                                   | 會川昇         | 織田美浩       | 織田美浩       | 本橋秀之         |
| 第14話 | 1996年 1月2日  | 神様は大たわけ                                 | あみやまさはる | 杉島邦久       | 日下直義       | 前田明寿         |
| 第15話 | 1月9日         | 初めての再会                                   | 川崎ヒロユキ   | 加戸誉夫       | 加戸誉夫       | 門之園恵美       |
| 第16話 | 1月16日        | 愛の大病院だ                                   | あかほりさとる | 土蛇我現       | 日下直義       | 佐藤和巳         |
| 第17話 | 1月23日        | マム、再び…                                    | 川崎ヒロユキ   | はばらのぶよし | はばらのぶよし | 後藤圭二         |
| 第18話 | 1月30日        | 秘められし神々                                 | 高山克彦       | 土蛇我現       | 日下直義       | 新羽こういちろう |
| 第19話 | 2月6日         | まほろばの恋人（ダーリン）                     | 北条千夏       | 石山タカ明     | 加戸誉夫       | 石原満 後藤圭二  |
| 第20話 | 2月13日        | 少年は見た                                     | 川崎ヒロユキ   | 土蛇我現       | 日下直義       | 佐藤和巳         |
| 第21話 | 2月20日        | 眠れない夜                                     | 川崎ヒロユキ   | 加戸誉夫       | 星合貴彦       | 前田明寿         |
| 第22話 | 2月27日        | 法族狩り精神（ソーサラーハンター・スピリッツ） | 川崎ヒロユキ   | 土蛇我現       | 日下直義       | 新羽こういちろう |
| 第23話 | 3月5日         | 優しさの敗北                                   | 高山克彦       | 織田美浩       | 織田美浩       | 本橋秀之         |
| 第24話 | 3月12日        | 破滅への序曲                                   | 川崎ヒロユキ   | 加戸誉夫       | 日下直義       | 佐藤和巳         |
| 第25話 | 3月19日        | 破壊神復活                                     | 川崎ヒロユキ   | はばらのぶよし | はばらのぶよし | 後藤圭二         |
| 第26話 | 3月26日        | 未来からの忘れ物                               | 川崎ヒロユキ   | 真下耕一       | 星合貴彦       | 後藤圭二         |

### 放送局
| 放送地域       | 放送局         | 放送時間           | 系列           | 備考   |
| -------------- | -------------- | ------------------ | -------------- | ------ |
| 関東広域圏     | テレビ東京     | 火曜 18:00 - 18:30 | テレビ東京系列 | 制作局 |
| 北海道         | テレビ北海道   | 火曜 18:00 - 18:30 | テレビ東京系列 |        |
| 愛知県         | テレビ愛知     | 火曜 18:00 - 18:30 | テレビ東京系列 |        |
| 大阪府         | テレビ大阪     | 火曜 18:00 - 18:30 | テレビ東京系列 |        |
| 岡山県・香川県 | テレビせとうち | 火曜 18:00 - 18:30 | テレビ東京系列 |        |
| 福岡県         | TVQ九州放送    | 火曜 18:00 - 18:30 | テレビ東京系列 |        |
| 岩手県         | IBC岩手放送    | 不明               | TBS系列        |        |
| 山形県         | 山形放送       | 不明               | 日本テレビ系列 |        |
| 長野県         | テレビ信州     | 火曜 17:00 - 17:30 | 日本テレビ系列 |        |
| 広島県         | テレビ新広島   | 金曜 5:25 - 5:55   | フジテレビ系列 |        |

| テレビ東京系列 火曜18:00 - 18:30枠          | テレビ東京系列 火曜18:00 - 18:30枠               | テレビ東京系列 火曜18:00 - 18:30枠              |
| 前番組                                      | 番組名                                           | 次番組                                          |
| ------------------------------------------- | ------------------------------------------------ | ----------------------------------------------- |
| 獣戦士ガルキーバ （1995年4月4日 - 9月26日） | 爆れつハンター （1995年10月3日 - 1996年3月26日） | 天空のエスカフローネ （1996年4月2日 - 9月24日） |

## OVA
『元祖 爆れつハンター』
VHS版・LD版として全3巻がリリースされた。TVアニメの放送後に制作された、一話完結方式の短編OVAシリーズ。TV版では抑えられていたショコラやティラのコスチュームの露出度がアップし、性格や設定もより原作に近くなった。現在は、3巻ともに廃盤となっている。なお、DVD-BOX・Blu-ray-BOXには、テレビシリーズと共に全3話収録されている。

### サブタイトル一覧
- 第1話「夜這い夜這いと草木もなびく」（1996年12月21日）
キャロたちは温泉リゾートへ休暇へ行くも、そこは「夜這いの里」と呼ばれる場所だった。
- 第2話「死霊使いの魔導書」（1997年2月1日）
死霊使い・デスマスターの支配を一人逃れたマリスからの依頼でゾンビ化された街を救うため、禁断の魔導書・ネクロノミコンを手に入れようと、キャロ達一行は封印の洞窟に向かった。
- 第3話「思い出の樹の下で」（1997年4月23日）
キャロ達ｈが久々の故郷へ帰郷してみると、霊峰・ホーディックは花見の真っ最中。その下で愛を誓った二人は永遠に結ばれるという伝説の樹、この樹はショコラとティラにとって、小さい頃のある思い出があった。

### スタッフ (OVA)
- 企画 - 爆れつ委員会
- 原作 - あかほりさとる、臣士れい
- 監督 - 加戸誉夫
- キャラクターデザイン - 後藤圭二
- 美術監督 - 朝倉千登勢
- 撮影監督 - 鳥越一志
- 音響監督 - 若林和弘
- 音楽 - 川井憲次
- 編集 - 正木直幸
- プロデューサー - 島名光二、沢登昌樹、佐藤徹
- アニメーション制作 - XEBEC
- 製作 - KING RECORDS、インク、MOVIC

### 主題歌 (OVA)
オープニングテーマ「SHOOT! LOVE HUNTER」
作詞 - 松葉美保 / 作曲 - 小松研多郎 / 編曲 - 飯塚昌明 / 歌 - 佐々木真里
エンディングテーマ「whip on darling」
作詞 - 木本慶子 / 作曲 - 菅井えり / 編曲 - 飯塚昌明 / 歌 - 林原めぐみ、水谷優子

## ゲーム
『爆れつハンター まあじゃんすぺしゃる』(プレイステーション、1996年)
麻雀ゲーム。
『爆れつハンター』 (セガサターン、1996年)
アドベンチャーゲーム。テレビアニメ版の一部シナリオが収録されている一方、一部キャラクターデザインは漫画版に準拠している。
『爆れつハンター それぞれの想い…のわぁんちゃって』(プレイステーション、1997年)
アドベンチャーゲーム。ストーリーはゲームオリジナル。
『爆れつハンターR』 (セガサターン、1997年)
RPG。